# Putthipong Assaratanakul
Putthipong Assaratanakul (พุฒิพงศ์ อัสสรัตนกุล; nascido em 8 de outubro de 1999), também conhecido como Billkin (บิวกิ้น), é um ator e cantor tailandês. Ele é conhecido por seus papéis como Tao em My Ambulance (2019), como Teh em I Told Sunset About You (2020) e I Promised You the Moon (2021), e como M em Lahn Mah (2024).

## Início da vida e educação
Putthipong nasceu em Banguecoque, Tailândia. Seu pai inicialmente considerou dar-lhe o apelido de "Eeyore" (ele tem irmãos mais velhos chamados Mickey e Winnie), mas depois mudou para "Bill". Um dia, seu irmão de quatro anos o chamou de "Billkin", e o nome foi adotado. Ele completou sua educação secundária no Saint Gabriel's College. Ele está estudando administração de empresas (programa internacional), com especialização em marketing na Faculdade de Comércio e Contabilidade da Universidade Thammasat, tendo se matriculado em 2018. Ele se formou nesta faculdade em 27 de novembro de 2023.

## Carreira
Putthipong começou na indústria do entretenimento como ator sob Nadao Bangkok. Ele ganhou popularidade com seu papel como Doutor Tao em My Ambulance (2019), onde foi pareado com Krit Amnuaydechkorn (PP), que desempenhou o papel de Tewkao. Com a conclusão da referida série de televisão em outubro de 2019, foram feitos planos para produzir uma série de televisão boys' love, onde Putthipong e Krit atuarão como atores principais. O projeto, com o título provisório de "BKPP: The Series", foi anunciado em fevereiro de 2020 e deveria estrear em julho de 2020. Devido às restrições governamentais impostas em meio à pandemia de COVID-19, a produção da série foi adiada com seu lançamento adiado para outubro de 2020 sob o título de I Told Sunset About You. Putthipong desempenhou o papel de Teh, um estudante do ensino médio de Phuket e amigo de infância do personagem de Krit, Oh-aew. A série retornou para uma segunda temporada em maio de 2021, intitulada I Promised You the Moon.
Além de atuar, ele também cantou "You Are My Everything", a trilha sonora oficial de My Ambulance. Isso mais tarde o levou a lançar seu primeiro single pela Nadao Music intitulado "Hug in Mind", que contou com a participação de seu colega artista do Nadao Bangkok JAYLERR. Ele também cantou na trilha sonora original de I Told Sunset About You e I Promised You The Moon. Seu segundo single, "IXO" e seu videoclipe foram lançados em 9 de setembro de 2021. O single é descrito como uma mistura dos gêneros soul e city pop. Putthipong esteve envolvido desde a fase de conceituação até a composição do refrão da música.

## Filmografia

### Cinema
| Ano  | Título            | Personagem | Notas           |
| ---- | ----------------- | ---------- | --------------- |
| 2019 | Nong, Pee, Teerak | Ball       | Papel convidado |
| 2024 | Lahn Mah          | M          | Papel principal |
| 2025 | The Red Envelope  | Menn       | Papel principal |

### Televisão
| Ano  | Título                      | Personagem | Notas            |
| ---- | --------------------------- | ---------- | ---------------- |
| 2017 | Please... Siang Riak Winyan | Tle        | Papel recorrente |
| 2019 | My Ambulance                | Tao        | Papel recorrente |
| 2019 | One Year                    | Porsche    | Papel recorrente |
| 2020 | I Told Sunset About You     | Teh        | Papel principal  |
| 2021 | I Promised You the Moon     | Teh        | Papel principal  |

### Aparições em videoclipes
| Ano  | Título        | Cantor     |
| ---- | ------------- | ---------- |
| 2020 | "โคตรพิเศษ"    | PP Krit    |
| 2022 | "เท่าไหร่ก็ไม่พอ" | Bell Supol |

## Discografia

### Como artista principal
| Ano  | Título da Música                                   | Álbum                        |
| ---- | -------------------------------------------------- | ---------------------------- |
| 2019 | "You Are My Everything"                            | OST. My Ambulance            |
| 2019 | "I Love You ต่อจากนี้จะขอรัก...รักเธอต่อไป" (I Love You) | OST. My Ambulance            |
| 2020 | "กีดกัน" (Skyline)                                   | OST. I Told Sunset About You |
| 2020 | "แปลไม่ออก" (Can't Translate)                       | OST. I Told Sunset About You |
| 2020 | "โคตรพิเศษ" (Freaking Special)                      | OST. I Told Sunset About You |
| 2021 | "หลอกกันทั้งนั้น" (Fake News)                           | OST. I Promised You the Moon |
| 2021 | "I ไม่ O" (IXO)                                     | Single                       |
| 2021 | "เก็บไว้ตลอดไป" (Once & Forever)                     | Single                       |
| 2022 | "ชอบตัวเองตอนอยู่กับเธอ" (I Like Us)                   | EP Love's Apprentice         |
| 2022 | "กลับมาคบกันเถอะ" (Please Please)                    | EP Love's Apprentice         |
| 2022 | "Mr. Everything"                                   | EP Love's Apprentice         |
| 2023 | "ยิ้มทั้งน้ำตา" (Always)                                | EP Love's Apprentice         |
| 2023 | "การเดินทางที่สวยงาม" (A Beautiful Ride)              | EP Love's Apprentice         |
| 2023 | Daily Magic                                        | Single                       |
| 2024 | "ก้าวก่าย"                                           | Single                       |
| 2024 | "สวยงามเสมอ" (Ever-Forever)                        | OST. Lahn Mah                |
| 2024 | Golden Hour                                        | Single                       |
| 2024 | "ยิ่งดุยิ่งชอบ"                                         | Single                       |

### Como artista colaborador
| Ano  | Título da Música                                 | Álbum                              |
| ---- | ------------------------------------------------ | ---------------------------------- |
| 2017 | "ไม่กลัว" (Mai Glua) (com Tytan Teepprasan)        | OST. Please... Seiyng Reiyk Wiyyan |
| 2020 | "กอดในใจ" (Hug in Mind) (com JAYLERR)            | Single                             |
| 2021 | "มันดีเลย" (com PEARWAH, Peck Palitchoke, PP Krit) | Single                             |
| 2021 | "รู้งี้เป็นแฟนกันตั้งนานแล้ว" (Safe Zone) (com PP Krit)   | OST. I Promised You the Moon       |
| 2021 | "คิดไม่ออก" (com TangBadVoice)                     | Single                             |
| 2021 | "ทะเลสีดำ" (The Black Sea) (com PP Krit)          | OST. I Promised You the Moon       |
| 2021 | "ไม่ปล่อยมือ" (Coming of Age) (com PP Krit)         | OST. I Promised You the Moon       |
| 2022 | "Give Me Your Forever" (com Zack Tabudlo)        | Versão BYE 2021                    |
| 2022 | "แลกเลยปะ" (Hoo Whee Hoo) (com PP Krit, 4EVE)    | Single                             |
| 2022 | "Self Love" (com F.Hero, Tiger JK, Yoon Mi-rae)  | Single                             |
| 2023 | "กันและกัน" (com Zom Marie)                        | OST. You & Me & Me                 |
| 2024 | "ยอม" (Surrender) (com PP Krit)                  | Single                             |

## Prêmios e indicações
| Ano  | Associações                           | Categoria                                            | Nomeações                                          | Resultado |
| ---- | ------------------------------------- | ---------------------------------------------------- | -------------------------------------------------- | --------- |
| 2020 | Maya Awards                           | Melhor Trilha Sonora Oficial                         | "You Are My Everything"                            | Indicado  |
| 2020 | The 5th Weibo TV Series Awards        | Ator Estrangeiro Mais Popular                        | “แปลรักฉันด้วยใจเธอ” (I Told Sunset About You)        | Indicado  |
| 2021 | Yniverse Awards 2020                  | Melhor Trilha Sonora Oficial                         | "แปลไม่ออก" ("Can’t Translate")                     | Venceu    |
| 2021 | Yniverse Awards 2020                  | Melhor Ator                                          | “แปลรักฉันด้วยใจเธอ” (I Told Sunset About You)        | Venceu    |
| 2021 | 17th Komchadluek Awards               | Melhor Ator Principal                                | “แปลรักฉันด้วยใจเธอ” (I Told Sunset About You)        | Venceu    |
| 2021 | 17th Komchadluek Awards               | Prêmio Cantor Popular                                | “แปลรักฉันด้วยใจเธอ” (I Told Sunset About You)        | Venceu    |
| 2021 | 2021 Joox Thailand Music Awards       | Novo Artista do Ano                                  |                                                    | Venceu    |
| 2021 | 2021 Line TV Awards                   | Melhor Música Tailandesa                             | "กีดกัน" ("Skyline")                                 | Venceu    |
| 2021 | 2021 Line TV Awards                   | Melhor Cena de Beijo (junto com Krit Amnuaydechkorn) | “แปลรักฉันด้วยใจเธอ” (I Told Sunset About You)        | Venceram  |
| 2021 | 2021 Line TV Awards                   | Melhor Casal (junto com Krit Amnuaydechkorn)         | “แปลรักฉันด้วยใจเธอ” (I Told Sunset About You)        | Venceram  |
| 2021 | 12th Nataraja Awards                  | Melhor Ator em Série Dramática Online                | “แปลรักฉันด้วยใจเธอ” (I Told Sunset About You)        | Venceu    |
| 2021 | 1st Siam Series Awards                | Trilha Sonora Popular                                | "กีดกัน" ("Skyline")                                 | Venceu    |
| 2021 | 1st Siam Series Awards                | Melhor Cena (junto com Krit Amnuaydechkorn)          | “แปลรักฉันด้วยใจเธอ” (I Told Sunset About You)        | Venceram  |
| 2021 | 1st Siam Series Awards                | Casal Popular (junto com Krit Amnuaydechkorn)        | “แปลรักฉันด้วยใจเธอ” (I Told Sunset About You)        | Indicados |
| 2021 | Seoul International Drama Awards 2021 | Prêmio de Drama Asiático                             |                                                    | Indicado  |
| 2021 | 15th Kazz Awards                      | Prêmio de Artista Masculino Popular                  |                                                    | Indicado  |
| 2021 | 15th Kazz Awards                      | Adolescente Masculino do Ano                         |                                                    | Indicado  |
| 2021 | 15th Kazz Awards                      | Estrela Masculina em Ascensão                        |                                                    | Venceu    |
| 2021 | 15th Kazz Awards                      | Melhor Cena (junto com Krit Amnuaydechkorn)          | “แปลรักฉันด้วยใจเธอ” (I Told Sunset About You)        | Indicados |
| 2021 | Maya Awards                           | Garoto charmoso                                      |                                                    | Indicado  |
| 2021 | Maya Awards                           | Melhor Casal (junto com Krit Amnuaydechkorn)         | “แปลรักฉันด้วยใจเธอ” (I Told Sunset About You)        | Indicados |
| 2021 | Maya Awards                           | Melhor Trilha Sonora Oficial                         | "กีดกัน" ("Skyline")                                 | Indicado  |
| 2021 | Maya Awards                           | Estrela Masculina em Ascensão                        |                                                    | Indicado  |
| 2021 | Maya Awards                           | Artista Solo                                         |                                                    | Indicado  |
| 2021 | 3nd Zoomdara Awards                   | Casal Popular (junto com Krit Amnuaydechkorn)        | “แปลรักฉันด้วยใจเธอ” (I Told Sunset About You)        | Indicados |
| 2021 | 3nd Zoomdara Awards                   | Zoomdara do ano                                      |                                                    | Indicado  |
| 2021 | TrueID Awards 2021                    | Cantor masculino do ano                              |                                                    | Indicado  |
| 2022 | Maya Entertain Awards 2022            | Estrela masculina em ascensão do ano                 |                                                    | Indicado  |
| 2022 | Maya Entertain Awards 2022            | Casal do ano (junto com Krit Amnuaydechkorn)         |                                                    | Indicados |
| 2022 | Maya Entertain Awards 2022            | Artista masculino do ano                             |                                                    | Indicado  |
| 2022 | Maya Entertain Awards 2022            | Voto popular de Maya                                 |                                                    | Indicado  |
| 2022 | 18th Komchadluek Awards               | Prêmio Cantor Popular                                |                                                    | Venceu    |
| 2022 | 18th Komchadluek Awards               | Ator Popular                                         |                                                    | Indicado  |
| 2022 | 18th Komchadluek Awards               | Casal Popular                                        |                                                    | Venceu    |
| 2022 | 16th Kazz Awards                      | Adolescente masculino popular                        |                                                    | Indicado  |
| 2022 | 13th Nataraja Awards                  | Melhor Ator em Série Dramática Online                | “แปลรักฉันด้วยใจเธอ Part 2” (I Promised You the Moon) | Venceu    |
| 2022 | 2022 Asia Artist Awards (AAA)         | Celebridade AAA da Ásia                              |                                                    | Venceu    |
| 2022 | Siamrath online award 2021            | Casal Popular (junto com Krit Amnuaydechkorn)        |                                                    | Venceram  |
| 2022 | 2022 Joox Thailand Music Awards       | Artista Social Tailandês do Ano                      |                                                    | Indicado  |
| 2022 | 2022 Joox Thailand Music Awards       | Melhores quartos do ano                              |                                                    | Indicado  |
| 2022 | 2022 Joox Thailand Music Awards       | Música do ano                                        |                                                    | Indicado  |
| 2023 | TOTY MUSIC AWARDS 2022                | Melhor Música do Ano                                 | "ชอบตัวเองตอนอยู่กับเธอ"(I Like Us)                    | Venceu    |
| 2023 | Line Melody Music Awards 2022         | Melodia do Ano                                       | "ชอบตัวเองตอนอยู่กับเธอ" (I Like Us)                   | Venceu    |
| 2023 | The Guitar Mag Awards 2023            | Sucessos de Singles de Estrelas do Ano               |                                                    | Venceu    |
| 2023 | TikTok Awards Thailand 2023           | Artista do Ano                                       |                                                    | Venceu    |
| 2024 | Line Melody Music Awards 2023         | Melodia do Ano                                       | Mr. Everything                                     | Venceu    |
| 2024 | TOTY MUSIC AWARDS 2023                | Melhor Música do Ano (Artista Masculino)             | "ยิ้มทั้งน้ำตา" (Always)                                | Venceu    |
| 2024 | Marie Claire Asia Star Award 2024     | Prêmio Estrela em Ascensão                           | Lahn Mah                                           | Venceu    |
| 2024 | 61st Festival de Cinema Ásia-Pacífico | Melhor Ator Principal                                | Lahn Mah                                           | Venceu    |